# Питер (Јута)
Питер (енгл. Peter) насељено је место без административног статуса у америчкој савезној држави Јута.

## Демографија
По попису из 2010. године број становника је 324, што је 94 (40,9%) становника више него 2000. године.
| Група             | 2000.       | 2010.       |
| Белци             | 226 (98,3%) | 312 (96,3%) |
| Афроамериканци    | 0 (0,0%)    | 2 (0,6%)    |
| Азијати           | 0 (0,0%)    | 1 (0,3%)    |
| Хиспаноамериканци | 4 (1,7%)    | 8 (2,5%)    |
| Укупно            | 230         | 324         |